# Paris Saint-Germain (Handball)
Paris Saint-Germain Handball, bekannt als Paris Saint-Germain oder kurz PSG, ist ein französischer Handballverein in der Hauptstadt Paris.

## Geschichte
Der Club wurde 1941 unter dem Namen „Asnières Sports“ gegründet, Namensgeber war der Ort Asnières-sur-Seine. 1989 löste sich die Handballabteilung des Clubs und nannte sich fortan „Paris-Asnières“. 1992 ging „Paris-Asnières“ in den Club Paris Saint-Germain (PSG) auf und nannte sich nun „PSG-Asnières“. 2001 verließ die Handballabteilung Paris Saint-Germain wieder und wurde zu „Paris Handball“ (auch kurz „Paris HB“).
Nach der Saison 2008/09 stieg man in die 2. Liga ab, konnte aber nach einer Saison wieder in das Oberhaus zurückkehren.
Im Jahr 2012 konnte der Verein mit finanzieller Unterstützung von Qatar Sports Investments (QSi), einer Investorengruppe aus dem Emirat Katar, die Mannschaft erheblich verstärken. Als Neuzugänge wurden neben dem damaligen Welthandballer Mikkel Hansen unter anderem die französischen Nationalspieler Didier Dinart, Samuel Honrubia und Luc Abalo verpflichtet.
In der Spielzeit 2021/22 gewann der Verein alle 30 Spiele in der französischen Liga und errang damit den neunten Titel.

## Erfolge
- 12× Französischer Meister: 2013, 2015, 2016, 2017, 2018, 2019, 2020, 2021, 2022, 2023, 2024, 2025
- 6× Französischer Pokalsieger: 2007, 2014, 2015, 2018, 2021, 2022
- 3× Französischer Ligapokalsieger: 2017, 2018, 2019
- 3× Französische Champions Trophy: 2014, 2015, 2016

## Kader der Saison 2025/26
| Nr. | Nationalität | Name                   | Position | Geburtsdatum |
| --- | ------------ | ---------------------- | -------- | ------------ |
| 1   | Däne         | Mikkel Løvkvist        | TW       | 31.07.2002   |
| 16  | Däne         | Jannick Green Krejberg | TW       | 29.09.1988   |
| 2   | Kroate       | Mateo Maraš            | RR       | 17.12.2000   |
| 5   | Ägypter      | Yahia Omar             | RR       | 09.09.1997   |
| 6   | Niederländer | Luc Steins             | RM       | 22.05.1995   |
| 7   | Franzose     | Karl Konan             | RL       | 03.06.1995   |
| 9   | Schwede      | Emil Mellegård         | LA       | 06.11.1997   |
| 10  | Schwede      | Sebastian Karlsson     | RA       | 21.01.1995   |
| 14  | Spanier      | Ferrán Solé            | RA       | 25.08.1992   |
| 20  | Franzose     | Mathieu Grébille       | LA       | 06.10.1991   |
| 21  | Pole         | Kamil Syprzak          | KM       | 23.07.1991   |
| 22  | Franzose     | Luka Karabatić         | KM       | 19.04.1988   |
| 31  | Ägypter      | Abdelrahman Abdou      | RL       | 30.01.1996   |
| 32  | Däne         | Jacob Holm             | RM       | 05.09.1995   |
| 47  | Franzose     | Wallem Peleka          | RL       | 22.01.2002   |
| 66  | Franzose     | Noah Gaudin            | RM       | 12.06.1999   |
| 71  | Franzose     | Elohim Prandi          | RL       | 24.08.1998   |
| 97  | Franzose     | Gautier Loredon        | KM       | 15.10.2002   |

Trainer: Stefan Madsen 

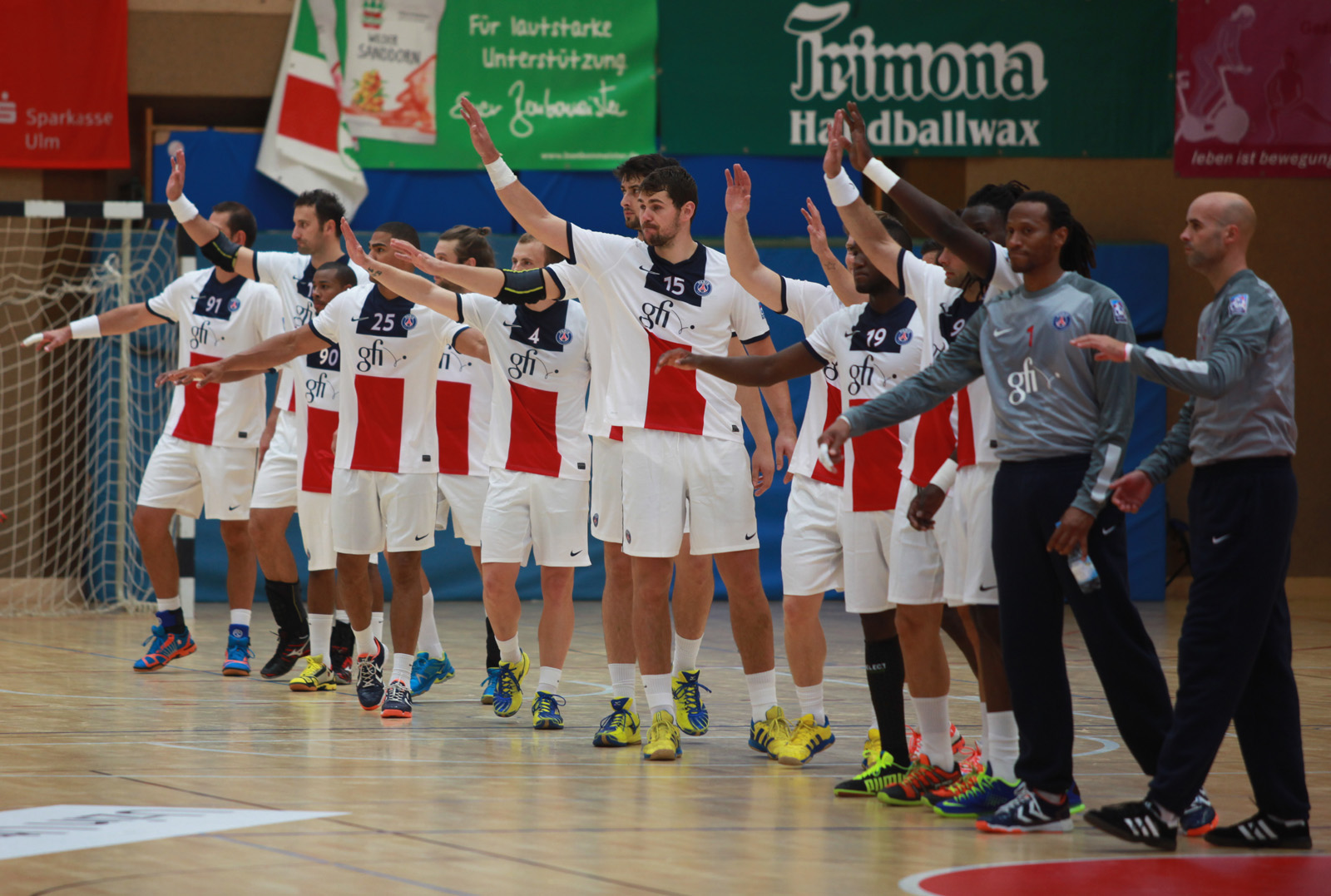
Die Mannschaft im August 2013 (ohne Mikkel Hansen)

| Zugänge 2025/26 - Karl Konan (Montpellier Handball) - Mikkel Løvkvist (Bjerringbro-Silkeborg) - Sebastian Karlsson (Montpellier Handball) - Mateo Maraš (Tatabánya KC) - Emil Mellegård (HØJ Håndbold) - Abdelrahman Abdou (al Ahly SC) - Noah Gaudin (Skjern Håndbold) | Abgänge 2025/26 - Andreas Palicka (Kolstad IL) - Léo Plantin (Montpellier Handball) - David Balaguer (Montpellier Handball) - Dani Baijens (Rhein-Neckar Löwen) - Kent Robin Tønnesen (SG Flensburg-Handewitt) - Rubén Marchán (MT Melsungen) |

| Zugänge 2026/27 - Rodrigo Corrales (KC Veszprém) | Abgänge 2026/27 - Jannick Green Krejberg (HØJ Håndbold) |

## Bekannte ehemalige Spieler
- Luc Abalo
- William Accambray
- Dani Baijens
- Xavier Barachet
- Patrick Cazal
- Rodrigo Corrales
- Didier Dinart
- Uwe Gensheimer
- Vincent Gérard
- Róbert Gunnarsson
- Mikkel Hansen
- Samuel Honrubia
- Nikola Karabatić
- Marko Kopljar
- Henrik Møllgaard Jensen
- Viran Morros
- Dylan Nahi
- Daniel Narcisse
- Thierry Omeyer
- Andreas Palicka
- Nenad Peruničić
- Nedim Remili
- Jackson Richardson
- Cédric Sorhaindo
- Sander Sagosen
- Guðjón Valur Sigurðsson
- Igor Vori

## Trainer seit 1984
- 1941–1984: diverse
- 1984–1990: Yann Blanchard[16]
- 1990–1994: Patrice Canayer[16][17]
- 1994–1997: Risto Magdinčev[18][19]
- 1997–2000: Nicholas Cochery[20]
- 2000–12/2003: Boro Golić[21]
- 1/2004–6/2004: Maxime Spincer (interim)[22]
- 2004–2008: Thierry Anti[23]
- 2008–2/2011: Olivier Girault[23]
- 2/2011–6/2011: Maxime Spincer (interim)[24][25]
- 2011–2012: François Berthier[26]
- 2012–2015: Philippe Gardent[27]
- 2015–2018: Zvonimir Serdarušić
- 2018–2025: Raúl González
- seit 2025: Stefan Madsen